# Ляшков, Евгений Сергеевич
Евгений Сергеевич Ляшков (28 июля 1934, Заполицы — 18 мая 2015, Владимир) — передовик советского жилищного строительства и управления, бригадир комплексной бригады ремонтно-строительного управления Министерства жилищно-коммунального хозяйства РСФСР, Владимир, полный кавалер Ордена Трудовой Славы (1986).

## Биография
Родился 28 июля 1934 года в селе Заполицы Суздальского района Владимирской области. В своём селе завершил обучение в начальной школе и окончил обучение в пяти классах семилетки в посёлке Фомиха Камешковского района. Вернулся домой и трудоустроился в местный колхоз. С 1953 по 1956 годы проходил срочную службу в рядах Советской Армии. Демобилизовавшись, возвратился в родное село, устроился работать на гидроэлектростанцию, турбинистом.
В 1957 году вместе с семьёй переехал в областной центр — город Владимир. Был принят на работу в ремонтно-строительное управление, плотником. В 1972 году назначен на должность бригадира комплексной бригады. Принимал участие в строительстве и ремонте многих объектов города Владимира. Реставрировал школу № 1, строил фонтан в парке имени 850-летия Владимира.
Указом Президиума Верховного Совета СССР от 24 июня 1976 года был награждён орденом Трудовой Славы III степени.
Указом Президиума Верховного Совета СССР от 15 апреля 1981 года был награждён орденом Трудовой Славы II степени.
Указом Президиума Верховного Совета СССР за успехи, достигнутые в выполнении заданий одиннадцатой пятилетки и социалистических обязательств от 14 августа 1986 года Евгений Сергеевич Ляшков был награждён орденом Трудовой Славы I степени. Стал полным кавалером Ордена Трудовой Славы.
Проживал во Владимире. С 1994 года находился на пенсии. Умер 18 мая 2015 года.

## Награды и звания
- Орден Трудовой Славы — I степени (14.08.1986);
- Орден Трудовой Славы — II степени (15.04.1981);
- Орден Трудовой Славы — III степени (24.06.1976).